# William Capon (konstnär)
William Capon, född 6 december 1757, död 1827, var en engelsk konstnär. Hans far hade haft samma yrke och under sina tidiga år sysselsatte sig Capon som en porträttkonstnär. Han åkte från sin födelsestad Norwich till London, där han började arbeta som assistent åt arkitekten Michael Novosielski. Under sin tid där medverkade Capon under utsmyckningarna av Ranelagh Gardens och det italienska operahuset. Han anställdes sedan av John Philip Kemble vid Drury Lane Theatre, som byggdes om 1794. Capon blev sedan en ryktbar tecknare av byggnader och tillsammans med arkitekten John Carter ritade han av flera byggnader i Westminster, inklusive sådana som precis skulle rivas. Hans färdigheter uppmärksammades av hertigen av York i juni 1804. Capon besökte även ofta Royal Academy of Arts. Han avled i sitt hem i Westminster 1827.